# Дуза
Дуза (фр. Douzat) насеље је и општина у западној Француској у региону Поату-Шарант, у департману Шарант која припада префектури Ангулем.
По подацима из 2011. године у општини је живело 439 становника, а густина насељености је износила 38,24 становника/km². Општина се простире на површини од 11,48 km². Налази се на средњој надморској висини од 83 метара (максималној 115 m, а минималној 51 m).

## Демографија
| 1962. | 1968. | 1975. | 1982. | 1990. | 1999. | 2011. |
| ----- | ----- | ----- | ----- | ----- | ----- | ----- |
| 303   | 322   | 303   | 332   | 367   | 344   | 439   |

График промене броја становника у току последњих година